# Highlander (televisieserie)
Highlander (oorspr. titel: Highlander: The Series) was een Engelstalige (maar Canadees/Franse coproductie) fantasy/SF televisieserie met Adrian Paul als Duncan MacLeod van de Schotse clan MacLeod. De serie draaide om de nieuwe Highlander Duncan MacLeod die de strijd aan moest gaan tegen andere onsterfelijken om de Prijs.